# Vilius Kavaliauskas
Vilius Kavaliauskas (ur. 27 maja 1951 w Pobojsku) – litewski dziennikarz, falerysta, pisarz i kolekcjoner odznaczeń.
Ukończył studia na Uniwersytecie Wileńskim, jako dziennikarz pracował dla różnych gazet, telewizji i agencji „ELTA”, w latach 1984–1989 był korespondentem w Nowym Jorku, w latach dziewięćdziesiątych pracował z przerwami w litewskich kancelariach prezydenta i premiera. Organizował wiele wystaw odznaczeń, w tym w dwunastu muzeach poza granicami Litwy.
Odznaczony litewskim krzyżem oficerskim Orderu Witolda Wielkiego i estońskim krzyżem komandorskim Orderu Krzyża Ziemi Maryjnej.
Opublikował łącznie 29 książek z dziedziny falerystyki i historii, wydanych w co najmniej pięciu krajach, m.in.:
- Suokalbis, dokumentų rinkinys apie Molotovo-Ribentropo paktą, 1989 [wyd. (ros.) i (esperanto) w 1992]
- Lietuvos pašto ženklai 1913–1940, 1991
- Ordinai ir medaliai Estijoje, Latvijoje, Lietuvoje 1918–1940 m., 1997
- Orders, decorations and medals of Estonia, Latvia and Lithuania, 1997 (ang.)
- Řády a vyznamení. Estonsko, Lotyšsko, Litva. 1918-1940, 1998 (cz.)
- Už nuopelnus Lietuvai, 2001–2003 (2 tomy)
- Lietuvos Respublikos valstybės apdovanojimai, 2010
- Lietuvos karžygiai (Vyties Kryžiaus kavalieriai 1918–1940), 2009–2014 (6 tomów)
- Lietuvos bažnyčios regalijos, 2012
- Lietuvos garbės kodas, 2013
- Pažadėtoji žemė – LIETUVA, 2013
- Žmogus laiko taikinyje: Algirdas Brazauskas draugų ir oponentų akimis, 2013
- Symbole wolności bałtyckiej 1918–1940, 2020 (pol.)